# Канберрский марафон
Канберрский марафон — ежегодный стандартный марафон на 42,195 км, который проводится в столице Австралии Канберра. Впервые марафон прошёл в 1976 году и является старейшим городским марафоном в Австралии. Марафон ежегодно проходит в начале апреля в рамках спортивного фестиваля: в субботу проходят забеги на 5 и 10 км, а в воскресенье проходит марафон и сверх-марафон.
Стартовая линия марафона находится в Telopea Park School, пригороде Мануки, вблизи здания Парламента. Первые 10 км марафона представляют собой круг вокруг старого и нового зданий Парламента, а также других основных государственных зданий. Далее трасса делает два круга, пересекающих озеро Бёрли-Гриффин (бегуны пробегаю по мостам Кингс-авеню и Коммонвелф-авеню).
Сверх-марафон имеет дистанцию 50 км и все, кто пробежал марафонскую дистанцию могут продолжить бег и пробежать дополнительную дистанцию.
Бегуны, которые десять раз пробежали Канберрский марафон получают почётное звание Гриффина, в честь озера Бёрли-Гриффин, являющегося центром марафона и Канберры. Канберрский марафон, по сравнению с другими, довольно небольшой по количеству участников. Так в 2006 году в нём принимало участие всего 866 человек.
За победу в марафоне в 2013 году давали 2000 долларов, за второе место — 1000 долларов и 500 долларов за третье место. Награждение проводится отдельно для мужчин и женщин. Победителей забегов на 5 и 10 км награждали 500 долларовыми ваучерам adidas. Победители сверх-марафона, уложившихся в квалификационное время (менее 3 часов и 20 минут для мужчин и 3 часов и 50 минут для женщин), получают приглашение на 2014 IAU трофи, с полностью оплаченным проездом и проживанием.
В настоящее время спонсором марафона является Fairfax / The Canberra Times.
Действующим победителем марафона является Самуэль Гебремайкл.